# Monte Muhabura

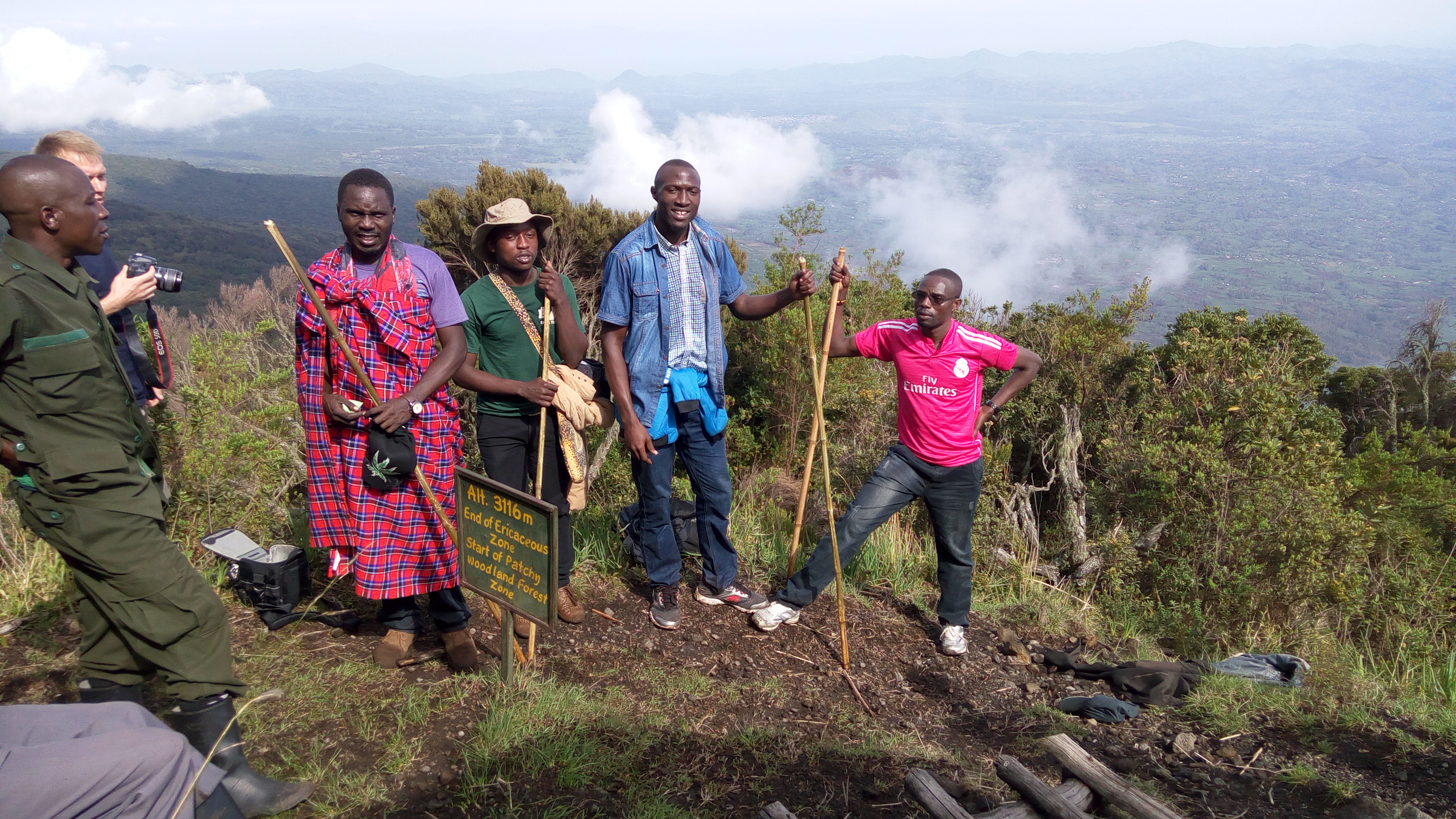
Ascensión del monte Muhabura

El monte Muhabura (en kiñaruanda: Ikirunga cya Muhabura), también conocido como monte Muhavura, es un volcán extinto de las montañas Virunga, en la frontera entre los países africanos de Ruanda y Uganda. Con 4127 m, el monte Muhabura es el tercer pico más alto de las ocho montañas principales de la cordillera, que forman parte de la falla Albertina, la rama occidental del Rift de África Oriental. Muhabura se asienta en parte en el parque nacional de los Volcanes, en Ruanda, y en parte en el parque nacional del Gorila de Mgahinga, en Uganda. La montaña se puede subir en un día, desde el lado ugandés.